# Kano-gawa
Le fleuve Kano (狩野川, Kano-gawa) est un cours d'eau du Japon long de 46 km dont le cours est entièrement situé dans la préfecture de Shizuoka. Il est classé fleuve de classe 1.

## Géographie

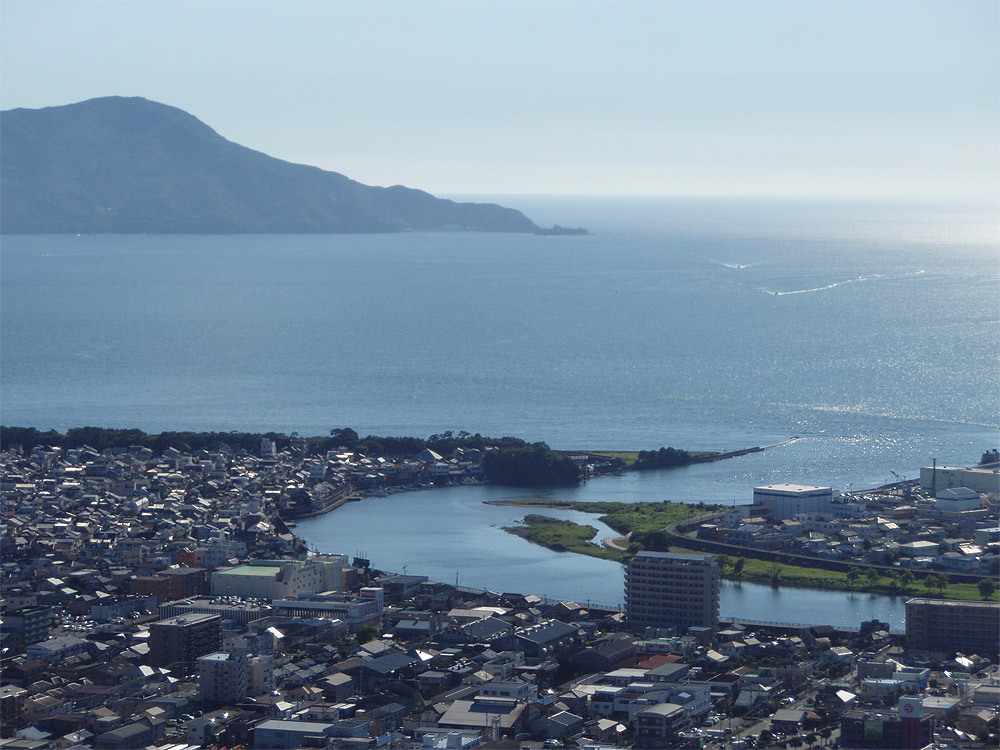
L'embouchure du fleuve Kano, à Numazu.

Le fleuve Kano, long de 46 km, dispose d'un bassin versant de 850 km2 étendu sur la seule préfecture de Shizuoka, ce qui représente 11 % de la superficie de celle-ci.
Il prend sa source au mont Amagi, le plus haut sommet de la péninsule d'Izu. Son cours, d'abord orienté sud-nord dans la plaine alluviale de Tagada, traverse Izu, puis l'ouest de la ville d'Izunokuni, à la sortie de laquelle il s'infléchit vers l'ouest.
Dans le bourg de Shimizu, il est rejoint par la rivière Kakita et, s'infléchissant davange vers l'ouest, gagne son embouchure à Numazu où il se jette dans la baie de Suruga.

## Catastrophes naturelles
La péninsule d'Izu est souvent arrosée par de fortes précipitations, ce qui provoque, par ruissellement, du fait du dénivelé abrupt de la Kano-gawa en amont, le débordement de celle-ci et, par suite, des inondations.
La plus ancienne trace enregistrée d'une inondation remonte à l'ère Nara (710-794).

### Inondations de 1948
En septembre 1948, le passage du typhon Ione (ja) causa de nombreux dégâts le long de la Kano-gawa et la mort de plus de 500 personnes.

### Inondations de 1958
Fin septembre 1958, le passage dans le sud-est de Honshū du typhon Ida, aussi appelé Kano-gawa taifū, causa de nombreux dégâts dans les villes et villages situés le long du fleuve Kano et la mort de 1 296 personnes. Après la catastrophe, de nombreux travaux d'aménagement du cours du fleuve ont été réalisés.

### Pollution de 1978
Le 24 janvier 1978, un séisme né au large des côtes de l'île volcanique d'Izu provoque la rupture d'un barrage de stockage de résidus miniers construit sur un tributaire du fleuve Kano. Le cyanure contenu dans le bassin de stockage des stériles produits par l'exploitation d'une mine d'or installée à Izu est alors emporté et contamine le fleuve Kano.